# Louis-François Jéhan
Louis-François Jéhan (de Saint-Clavien), né à Plestan (Côtes-du-Nord) le 24 août 1803 et mort à Tours (Indre-et-Loire) le 17 septembre 1871, est un vulgarisateur scientifique français.
L.-F. Jéhan collabora à la rédaction de l'Encyclopédie théologique de l'abbé J.-P. Migne (1800-1875), éditeur au Petit-Montrouge.

## Œuvres
- Louis-François Jéhan, Nouveau traité de sciences géologiques, Périsse frères, Paris, 1840.
- Louis-François Jéhan, Botanique et physiologie végétale, Alfred Mame et fils, Tours, 1847.
- Louis-François Jéhan, Dictionnaire de botanique : organographie, anatomie, physiologie végétales, J.-P. Migne éditeur, Paris, 1851.
- Louis-François Jéhan, Dictionnaire de zoologie ou Histoire naturelle des quatre grands embranchements du règne animal, Zoophytes, Mollusques, Articulés et Vertébrés, J.-P. Migne éditeur, Paris, 3 vol., 1852-1853. 
  - Tome I : Histoire naturelle des Animaux invertébrés, Zoophytes, Mollusques et Articulés, 1852.
  - Tome II : Histoire naturelle des Poissons, des Reptiles et des Cétacés, 1852.
  - Tome III : Histoire naturelle des Oiseaux et des Mammifères, 1853.
- Louis-François Jéhan,  Dictionnaire d'anthropologie, J.-P. Migne éditeur, Paris, 1854.
- Louis-François Jéhan, Dictionnaire de cosmogonie et de paléontologie : Examen critique des systèmes anciens et modernes sur l'origine du monde, J.-P. Migne éditeur, Paris, 1854.
- Louis-François Jéhan, Dictionnaire historique des Sciences physiques et naturelles depuis l'antiquité la plus reculée jusqu'à nos jours, J.-P. Migne éditeur, Paris, 1857.
- Louis-François Jéhan, Dictionnaire de chimie et de minéralogie, J.-P. Migne éditeur, Paris, 1858.
- Louis-François Jéhan, Dictionnaire d'astronomie, de physique et de météorologie, J.-P. Migne éditeur, Paris, 1864.
- Voyage pittoresque et archéologique sur les côtes de Bretagne, édité chez Alfred Cattier à Tours, sans date.